# Strangecolorlessness
出典: フリー百科事典『ウィキペディア（Wikipedia）』
| strange colorlessness | strange colorlessness |
| --------------------- | --- |
| 別名                  | ストカラ |
| 出身地                | 不明 |
| ジャンル              | ジェント ラウドロック ハードコア・パンク エレクトロニカ オルタナティヴ・ロック スクリーモ オルタナティヴ・メタル メタルコア ポスト・ハードコア ニュー・メタル インダストリアル |
| 活動期間              | 2020年3月 |
| レーベル              | 未契約 |
| 公式サイト            | |
|                       | |
| メンバー              | - YUBA: - ６弦ギター、編曲、 - プログラミング、 ミックス、マスタリング - DAD： - ヴォーカル、 - 作詞、作曲 - atsushi:７弦ギター - SAKYO:ベース - OSADA:ドラム                  |
|                       | |
| 旧メンバー            | |

strange colorlessness（ストレンジ　カラーレスネス）は、国籍不明のジェント/メタル/ラウドバンド。略称は「ストカラ」。

## 概要
STRANGE COLORLESSNESS(ストレンジ カラーレスネス)はプロとして業界の第⼀線で活躍しているサウンドクリエーター・ギタリストの「YUBA」、スクリーム・ラップ・ハイトーンなど七⾊の声を持つボーカリスト「DAD」、ジャパンメタル界を⻑年リードしてきたコンチェルト・ムーンの元ドラマー「⻑⽥昌之」、幼少期よりクラシックギターを始め、スポーツ競技の世界選⼿権⼤会のBGM作編曲や⼥優・アーティストのサポートでレコーディングやイベント参加の豊富な経験を持つ７弦ギタリスト「Atsushi」を中⼼に結成された新規プロジェクト。
当初はYUBA個⼈のサイドプロジェクトとして誕⽣しましたが、2020年より、世界基準のプロジェクトへと昇華すべく本格的な活動に向け準備を開始。
⾳楽ジャンルはジェント、メタル、ラウドロック、エモ・スクリーモといったマイナージャンルに属するが、メンバーそれぞれの多様な⾳楽的バックボーンも加わり、エレクトロやヒップホップ、アンビエントの要素も強くなっている。またＤＡＤの歌うハイトーンでの美しいメロディーラインはポップス等のメジャージャンルに通じる部分もあり、マイナージャンルに属しながらメジャーに通⽤する可能性も秘めている。歌詞については英語と⽇本語を織り交ぜ、海外シーンへのアプローチもプランニング。

## 略歴
ＹＵＢＡのサイドプロジェクトとして当初始動。ＹＵＢＡの商業外活動（＝やりたいことをやりたい放題やる⾳楽活動）として徐々に楽曲をストック。そのストックを聴いた元バンドメンバーのＤＡＤが楽曲に聴き惚れ、歌詞・歌⼊れを⾏い、本格的に⾳源制作に移る。現在の楽曲数は５曲と少ないが、いずれの楽曲も複雑な構成で、１曲聴いただけで数曲分聴いた感覚になる程のボリュームで、それでいて聴き飽きない緻密な⼯夫を随所に凝らす。
本格的に活動を開始すべく、メンバー探しを2019年より開始し、現在に⾄る。

## メンバー
- ＹＵＢＡ 　　　　︓６弦ギター、作曲、編曲、レコーディング、プログラミング、ミックス、マスタリング
- ＤＡＤ 　　　　　︓ヴォーカル、作詞、作曲
- ＡＴＳＵＳＨＩ 　︓７弦ギター、編曲
- ＯＳＡＤＡ 　　　︓ドラム
- ＳＡＫＹＯ　　　 ：ベース